# Valeri Brainin
Valeri Brainin (ru: Вале́рий Бори́сович Бра́йнин, de asemenea cunoscut sub numele de Valeri (Willi) Brainin-Passek, 27 ianuarie 1948, Nijni Taghil) este un poet și traducător, eseist, culturologist, muzicolog, pedagog de muzică, inventator, manager de muzică și compozitor ruso-german.

## Familia și primii ani
Tatăl lui Brainin- un poet și traducător austriac, un emigrant politic, anti-fascist Boris Brainin, pseudonim literar Sepp Österreicher, 1905—1996, din familia vieneză Brainin, care a dat mai multe figuri cunoscute ale culturii și științei.

Mama - Asia Passek (1919-2005), (ru: Ася Ильинична Пассек), a fost medic pediatru. Passek este o familie nobilă rusă cu originile în Boemia. Unul dintre membrii acestei familii, Sofia Bogdanovna Passek, a fost căsătorită cu fiul lui Antioh Cantemir (fiul domnitorului român Dimitrie Cantemir și un poet de limbă rusă). Bunicul lui Brainin, Ilia Passek, și bunica sa, Ana Stavițka, locuiau în propria lor casă, în vecinătatea Chișinăului. În această casă Brainin și-a petrecut verile în copilărie. Membrii familiei Passek încă mai trăiesc în Chișinău. Brainin a primit educație în domeniul matematic, lingvistic și muzical.

## Rude cunoscute
- Elisabeth Brainin (1949), psihanalistă și scriitoare austriacă[10]
- Fritz (Frederick) Brainin (1913-1992), poet austro-american[11]
- Harald Brainin (1923-2006), poet și scriitor austriac[12]
- Max Brainin (1909-2002), artist comercial austro-american[13]
- Norbert Brainin (1923-2005), violonist austro-englez, fondator al Cvartet Amadeus
- Reuben Brainin (1862-1939), publicist, biograf și figură publică evreu

## Activității literare
Poet,

 elev al lui Arseny Tarkovsky (1907-1989, tatăl lui Andrei Tarkovsky, regizor celebru). De la 1985 la 1990 Brainin a fost membru al Clubului 'Poezie' în Moscova (dintre membrii acestui club au fost, de asemenea, cunoscuții scriitori ruși: Yury Arabov, Jewgenij Bunimovitch, Mikhail Epstein, Alexandr Eremenko, Sergey Gandlevsky, Nina Iskrenko, Timur Kibirov, Alexei Parshchikov, Dmitri Prigov, Lev Rubinstein). Poezia sa a fost publicată în numeroase reviste literare în Rusia, Israel, Germania, SUA în Novyj Mir, Znamya, Ogoniok, Partisan Review și în multe alte. Renumitul poet rus Evgheni Evtușenko a publicat poeme de Brainin în antologia sa, „Strofe ale secolului” (poezia rusă a secolului XX).
Între anii 1991 și 2000, Brainin a vorbit în mod regulat la Radio Europa Liberă și BBC, participând cu eseurile sale la emisiuni literare.

## Activități științifice și pedagogice
Brainin a dezvoltat metod pedagogică 'Dezvoltare a inteligenței muzicale'. Această metodă este concepută pentru a preda copiilor și se bazează pe ideile de semiotică, teoria informațiilor, lingvistică structurală, psihologia dezvoltării a lui (Jean Piaget, Lev Vîgotski) și, de asemenea, folosește idei practice de dezvoltare a urechii muzicale (solfegiu absolut și relativ (John Curwen, Agnes Hundoegger, Zoltan Kodály, Carl Orff, Richard Münnich, dirijor eston Heino Kaljuste, solfegiu ritmic Galin-Paris-Chevé și Edwin Gordon. Scopul principal al metodei de Brainin este dezvoltarea percepției muzicale cu anticipare. Brainin este, de asemenea, un renumit profesor de pian pentru copii. Printre elevii lui Brainin există câștigători de concursuri naționale și internaționale.

Are lucrări științifice și eseuri publicate în Africa de Sud, Austria, Franța, Germania, Italia, Malaezia, Olanda, Rusia, Ucraina.

## Activități profesionale și publice
Între anii 1974 și 1990 Brainin a predat metoda sa la Colegiul de Muzică (Tiraspol, Moldova) și la școala de muzică 'Gnesin' pentru copii supradotați (Moscova).

Profesor invitat la: Universitatea de Muzică și Arte de Actorie, Viena (1992); Școala Superioară de Muzică 'Mozarteum', Salzburg (1993); Centrul de Cercetare în didactica de muzică, Fiesole/Florența (1992-1995); Universitatea Pedagogică și Tehnologică de Columbia (2005) etc.
Inițiator și organizator de concursuri internaționale Classica Nova™  muzica din secolul XX, primul concurs dedicat memoriei lui Dmitri Șostakovici, recunoscut în Cartea Recordurilor ca cel mai mare concurs de muzică.
Președinte al Societății de Educație Muzicală din Federația Rusă (partea rusă a ISME - Societății Internaționale de Educație Muzicală al Consiliului de Muzică al UNESCO). Brainin a fost nominalizat de două ori (2006, 2008) la Consiliul de Administrație al ISME.
Șef de laborator metodico-științific 'Noile tehnologii pentru educație muzicală', Universitatea Pedagogică de Stat din Moscova.
Director Artistic al rețelei de școli de muzică 'Brainin' în  Hannover, Backnang, Haltern am See, Bickenbach (Germania) și în Moscova (Federația Rusă).

## Societăți științifice și uniuni profesionale
Membru plin al Academiei de Științe de Educație Pedagogică din Rusia Arhivat în 5 iunie 2009, la Wayback Machine..

Membru al Deutsche Gesellschaft für Musikpsychologie.

Membru al Deutscher Tonkünstlerveband

Membru al International Society for Music Education

## Opinii
- Sofia Gubaidulina Preface to "A Musical Language Course" by Valeri Brainin[32]